# Egizia
Egizia è un gioco da tavolo in stile tedesco del gruppo di autori italiani Acchittocca, composto da Stefano Luperto, Flaminia Brasini, Virginio Gigli e Antonio Tinto, pubblicato nel 2009 da Hans im Glück.

## Ambientazione
Il gioco è ambientato nell'Antico Egitto.
Con le loro navi i giocatori scendono il corso del Nilo, per raccogliere risorse e acquisire squadre di costruttori che li aiuteranno a costruire alcuni dei monumenti più famosi dell'Egitto, per raggiungere e occupare campi lungo il fiume e per raccogliere pietre per lavorare su grandi strutture (la Sfinge, le piramidi, gli obelischi, i templi e le tombe).
Egizia è un gioco di strategia che utilizza la meccanica di gioco del piazzamento lavoratori.

## Edizioni
La prima edizione del gioco è stata pubblicata da Hans im Glück nel 2009.
Nel 2019 l'editore Stronghold Games ha pubblicato una nuova edizione del gioco dal titolo Egizia: Shifting Sands, nella quale è stato corretto il bilanciamento delle azioni del gioco originale, potenziando alcune azioni meno forti e limando quelle che prima erano troppo potenti, fornendo nel complesso un migliore equilibrio di gioco.

## Premi e riconoscimenti
Il gioco ha avuto i seguenti riconoscimenti:
- 2010
  - Deutscher Spiele Preis: 7º classificato;
  - International Gamers Award: gioco nominato;